# Campeonato Mundial de Voleibol Masculino Sub-21 de 2005
O Campeonato Mundial de Voleibol Masculino Sub-21 de 2005 foi a 13ª edição da competição, disputada entre 12 seleções mundiais, no período 6 a 14 de agosto de 2005, sendo realizada em  Vishakhapatnam, na Índia.
A edição foi vencida pela Seleção Russa que conquistou seu sétimo título (acumulando os títulos como ex-União Soviética) na categoria e do time vice-campeão, ou seja, a Seleção Brasileira, foi premiado o jogador brasileiro Thiago Alves foi premiado como Melhor Jogador (MVP).

## Equipes qualificadas
| Torneio de qualificação           | ! Data                                | Sede     | Vagas | Qualificados        | Última participação |
| --------------------------------- | ------------------------------------- | -------- | ----- | ------------------- | ------------------- |
| País-sede                         | 2004                                  | Lausana  | 1     | Índia               | 2003                |
| Campeonato Europeu Sub-21 de 2004 | 4 a 12 de setembro de 2004            | Zagreb   | 4     | Rússia              | 2003                |
| Campeonato Europeu Sub-21 de 2004 | 4 a 12 de setembro de 2004            | Zagreb   | 4     | Países Baixos       | 1995                |
| Campeonato Europeu Sub-21 de 2004 | 4 a 12 de setembro de 2004            | Zagreb   | 4     | Alemanha            | 2003                |
| Campeonato Europeu Sub-21 de 2004 | 4 a 12 de setembro de 2004            | Zagreb   | 4     | Sérvia e Montenegro | Estreante           |
| Campeonato NORCECA de 2004        | 1 a 9 de agosto de 2004               | Winnipeg | 2     | Cuba                | 2001                |
| Campeonato NORCECA de 2004        | 1 a 9 de agosto de 2004               | Winnipeg | 2     | Estados Unidos      | 1981                |
| Campeonato Asiático de 2004       | 3 a 10 de setembro de 2004            | Doha     | 2     | Coreia do Sul       | 2003                |
| Campeonato Asiático de 2004       | 3 a 10 de setembro de 2004            | Doha     | 2     | Irã                 | 2003                |
| Campeonato Sul-Americano de 2004  | 27 de setembro a 3 de outubro de 2004 | Santiago | 1     | Brasil              | 2003                |
| Campeonato Africano de 2004       | 16 a 20 de setembro 2004              | Nairóbi  | 2     | Marrocos            | 1999                |
| Campeonato Africano de 2004       | 16 a 20 de setembro 2004              | Nairóbi  | 2     | Tunísia             | 2003                |
| Total                             |                                       |          | 12    |                     |                     |

## Locais dos jogos
| Local 1                            |
| ---------------------------------- |
| Vishakhapatnam-Índia               |
| Port Turst Rajiv Gandhi AC Stadium |
| Capacidade:5 500                   |

| Local 2                        |
| ------------------------------ |
| Vishakhapatnam-Índia           |
| Swarna Bharathi Indoor Stadium |
| Capacidade:3 500               |

## Formato de disputa
As 12 seleções participantes foram divididas proporcionalmente em dois grupos. As seleções jogaram dentro de seus respectivos grupos sistema de pontos corridos. As duas melhores colocadas classificaram-se para as semifinais, as terceiras e quartas colocadas de cada grupo enfrentaram-se pela disputa das posições de quinto ao oitavo lugares; já as quintas colocadas de cada grupo finalizaram empatadas na nona posição, já as sextas colocadas concluíram na décima primeira posição empatadas .
As equipes vencedoras das semifinais disputaram o título na grande final e as derrotadas competiram pelo bronze.

## Primeira fase
|  | Qualificados para as Semifinais                 |
|  | Qualificados para a disputa do 5º ao 8º lugares |
|  | Nona posição final                              |
|  | Décima primeira posição final                   |

### Grupo A
Classificação
|     |                     |     | Jogos | Jogos | Jogos | Pontos | Pontos | Pontos | Sets | Sets | Sets  |
| Pos | Equipe              | Pts | T     | V     | D     | V      | P      | R      | V    | P    | R     |
| --- | ------------------- | --- | ----- | ----- | ----- | ------ | ------ | ------ | ---- | ---- | ----- |
| 1   | Rússia              | 15  | 5     | 5     | 0     | 428    | 342    | 1.251  | 15   | 2    | 7.500 |
| 2   | Cuba                | 12  | 5     | 4     | 1     | 382    | 313    | 1.220  | 12   | 3    | 4,000 |
| 3   | Coreia do Sul       | 6   | 5     | 3     | 2     | 431    | 429    | 1.005  | 10   | 9    | 1.111 |
| 4   | Sérvia e Montenegro | 4   | 5     | 1     | 4     | 453    | 481    | 0.942  | 8    | 14   | 0.571 |
| 5   | Índia               | 6   | 6     | 2     | 4     | 350    | 389    | 0.900  | 5    | 12   | 0.417 |
| 6   | Marrocos            | 2   | 5     | 1     | 4     | 343    | 433    | 0.792  | 4    | 14   | 0.286 |

Resultados
| Data   | Hora  |                     | Placar |                     | Set 1 | Set 2 | Set 3 | Set 4 | Set 5 | Total  | Relatório |
| ------ | ----- | ------------------- | ------ | ------------------- | ----- | ----- | ----- | ----- | ----- | ------ | --------- |
| 6 ago  | 10:00 | Sérvia e Montenegro | 2–3    | ' Coreia do Sul'    | 21–25 | 25–21 | 25–27 | 25-17 | 15-17 | 111–73 | 111–107   |
| 6 ago  | 15:00 | Cuba                | 0–3    | ' Rússia'           | 27–29 | 26–28 | 22–25 |       |       | 75–82  | 75–82     |
| 6 ago  | 17:30 | 'Índia '            | 3–0    | Marrocos            | 25–13 | 25–16 | 25–22 |       |       | 75–51  | 75–51     |
| 7 ago  | 10:00 | Coreia do Sul       | 1–3    | ' Rússia'           | 26–28 | 20–25 | 25–23 | 20-25 |       | 91–76  | 91–101    |
| 7 ago  | 15:00 | Marrocos            | 0–3    | ' Cuba'             | 19–25 | 13–25 | 17–25 |       |       | 49–75  | 49–75     |
| 7 ago  | 17:33 | Sérvia e Montenegro | 3–2    | Índia               | 25–15 | 24–26 | 25–23 | 17-25 | 15-12 | 106–64 | 106–101   |
| 8 ago  | 10:00 | 'Rússia '           | 3–0    | Marrocos            | 25–18 | 25–17 | 25–16 |       |       | 75–51  | 75–51     |
| 8 ago  | 15:00 | 'Cuba '             | 3–0    | Sérvia e Montenegro | 25–22 | 25–21 | 25–18 |       |       | 75–61  | 75–61     |
| 8 ago  | 17:30 | Índia               | 0–3    | ' Coreia do Sul'    | 16–25 | 21–25 | 16–25 |       |       | 53–75  | 53–75     |
| 10 ago | 10:00 | 'Coreia do Sul '    | 3–1    | Marrocos            | 25–10 | 32–34 | 27–25 | 25-20 |       | 109–69 | 109–89    |
| 10 ago | 15:00 | Índia               | 0–3    | ' Cuba'             | 19–25 | 29–31 | 24–26 |       |       | 72–82  | 72–82     |
| 10 ago | 17:30 | Sérvia e Montenegro | 1–3    | ' Rússia'           | 19–25 | 25–20 | 15–25 | 17-25 |       | 76–70  | 76–95     |
| 11 ago | 10:00 | 'Cuba '             | 3–0    | Coreia do Sul       | 25–13 | 25–20 | 25–16 |       |       | 75–49  | 75–49     |
| 11 ago | 15:00 | 'Rússia '           | 3–0    | Índia               | 25–18 | 25–15 | 25–16 |       |       | 75–49  | 75–49     |
| 11 ago | 17:30 | 'Marrocos '         | 3–2    | Sérvia e Montenegro | 25–18 | 24–26 | 25–18 | 14-25 | 15-12 | 103–62 | 103–99    |

### Grupo B
Classificação
|     |                |     | Jogos | Jogos | Jogos | Pontos | Pontos | Pontos | Sets | Sets | Sets  |
| Pos | Equipe         | Pts | T     | V     | D     | V      | P      | R      | V    | P    | R     |
| --- | -------------- | --- | ----- | ----- | ----- | ------ | ------ | ------ | ---- | ---- | ----- |
| 1   | Brasil         | 14  | 5     | 5     | 0     | 462    | 395    | 1.170  | 15   | 4    | 3.750 |
| 2   | Países Baixos  | 11  | 5     | 4     | 1     | 482    | 443    | 1.088  | 13   | 7    | 1.857 |
| 3   | Irã            | 8   | 5     | 2     | 3     | 501    | 497    | 1.008  | 11   | 11   | 1,000 |
| 4   | Estados Unidos | 5   | 5     | 2     | 3     | 419    | 417    | 1.005  | 7    | 11   | 0.636 |
| 5   | Alemanha       | 7   | 5     | 2     | 3     | 441    | 463    | 0.952  | 10   | 10   | 1,000 |
| 6   | Tunísia        | 0   | 5     | 0     | 5     | 328    | 418    | 0.785  | 2    | 15   | 0.133 |

Resultados
| Data   | Hora  |                   | Placar |                   | Set 1 | Set 2 | Set 3 | Set 4 | Set 5 | Total  | Relatório |
| ------ | ----- | ----------------- | ------ | ----------------- | ----- | ----- | ----- | ----- | ----- | ------ | --------- |
| 6 ago  | 10:01 | Tunísia           | 0–3    | ' Brasil'         | 19–25 | 20–25 | 20–25 |       |       | 59–75  | 59–75     |
| 6 ago  | 15:00 | Irã               | 1–3    | ' Alemanha'       | 20–25 | 25–17 | 23–25 | 25-27 |       | 93–67  | 93–94     |
| 6 ago  | 17:47 | Estados Unidos    | 0–3    | ' Países Baixos'  | 18–25 | 23–25 | 23–25 |       |       | 64–75  | 64–754    |
| 7 ago  | 10:00 | 'Irã '            | 3–1    | Tunísia           | 25–17 | 18–25 | 25–21 | 25-16 |       | 93–63  | 93–79     |
| 7 ago  | 15:00 | Alemanha          | 1–3    | ' Países Baixos'  | 26–28 | 14–25 | 26–24 | 21-25 |       | 87–77  | 87–102    |
| 7 ago  | 17:40 | 'Brasil '         | 3–0    | Estados Unidos    | 25–22 | 25–22 | 35–33 |       |       | 85–77  | 85–77     |
| 8 ago  | 10:00 | Tunísia           | 0–3    | ' Alemanha'       | 18–25 | 20–25 | 23–25 |       |       | 61–75  | 61–75     |
| 8 ago  | 15:00 | Estados Unidos    | 1–3    | ' Irã'            | 21–25 | 21–25 | 25–19 | 23-25 |       | 90–69  | 90–94     |
| 8 ago  | 17:48 | Países Baixos     | 1–3    | ' Brasil'         | 17–25 | 25–22 | 23–25 | 17-25 |       | 82–72  | 82–97     |
| 10 ago | 10:00 | Tunísia           | 0–3    | ' Estados Unidos' | 17–25 | 14–25 | 25–27 |       |       | 56–77  | 56–77     |
| 10 ago | 15:00 | Alemanha          | 1–3    | ' Brasil'         | 18–25 | 17–25 | 25–21 | 18-25 |       | 78–71  | 78–96     |
| 10 ago | 17:30 | Irã               | 2–3    | ' Países Baixos'  | 21–25 | 26–28 | 25–22 | 26-24 | 24-26 | 122–75 | 122–125   |
| 11 ago | 10:00 | 'Estados Unidos ' | 3–2    | Alemanha          | 25–23 | 21–25 | 25–22 | 25-27 | 15-10 | 111–70 | 111–107   |
| 11 ago | 15:00 | 'Países Baixos '  | 3–1    | Tunísia           | 25–14 | 23–25 | 25–15 | 25-19 |       | 98–54  | 98–73     |
| 11 ago | 17:30 | 'Brasil '         | 3–2    | Irã               | 25–18 | 25–20 | 21–25 | 23-25 | 15-11 | 109–63 | 109–99    |

## Fase final

### Classificação 5º ao 8º lugares
| Data   | Hora  |                  | Placar |                     | Set 1 | Set 2 | Set 3 | Set 4 | Set 5 | Total | Relatório |
| ------ | ----- | ---------------- | ------ | ------------------- | ----- | ----- | ----- | ----- | ----- | ----- | --------- |
| 13 ago | 15:00 | 'Coreia do Sul ' | 3–1    | Estados Unidos      | 25–22 | 18–25 | 25–19 | 25-21 |       | 93–66 | 93–87     |
| 13 ago | 17:30 | 'Irã '           | 3–0    | Sérvia e Montenegro | 25–15 | 25–19 | 25–19 |       |       | 75–53 | 75–53     |

### Semifinais
| Data   | Hora  |           | Placar |               | Set 1 | Set 2 | Set 3 | Set 4 | Set 5 | Total | Relatório |
| ------ | ----- | --------- | ------ | ------------- | ----- | ----- | ----- | ----- | ----- | ----- | --------- |
| 13 ago | 15:00 | 'Rússia ' | 3–0    | Países Baixos | 25–17 | 25–19 | 25–23 |       |       | 75–59 | 75–59     |
| 13 ago | 17:30 | Cuba      | 0–3    | ' Brasil'     | 21–25 | 18–25 | 23–25 |       |       | 62–75 | 62–75     |

### Sétimo lugar
| Data   | Hora  |                | Placar |                        | Set 1 | Set 2 | Set 3 | Set 4 | Set 5 | Total | Relatório |
| ------ | ----- | -------------- | ------ | ---------------------- | ----- | ----- | ----- | ----- | ----- | ----- | --------- |
| 14 ago | 12:30 | Estados Unidos | 0–3    | ' Sérvia e Montenegro' | 15–25 | 19–25 | 21–25 |       |       | 55–75 | 55–75     |

### Quinto lugar
| Data   | Hora  |               | Placar |        | Set 1 | Set 2 | Set 3 | Set 4 | Set 5 | Total | Relatório |
| ------ | ----- | ------------- | ------ | ------ | ----- | ----- | ----- | ----- | ----- | ----- | --------- |
| 14 ago | 14:30 | Coreia do Sul | 1–3    | ' Irã' | 25–21 | 22–25 | 18–25 | 19-25 |       | 84–71 | 84–96     |

### Terceiro lugar
| Data   | Hora  |               | Placar |         | Set 1 | Set 2 | Set 3 | Set 4 | Set 5 | Total | Relatório |
| ------ | ----- | ------------- | ------ | ------- | ----- | ----- | ----- | ----- | ----- | ----- | --------- |
| 14 ago | 15:00 | Países Baixos | 0–3    | ' Cuba' | 23–25 | 18–25 | 28–30 |       |       | 69–80 | 69–80     |

### Final
| Data   | Hora  |           | Placar |        | Set 1 | Set 2 | Set 3 | Set 4 | Set 5 | Total | Relatório |
| ------ | ----- | --------- | ------ | ------ | ----- | ----- | ----- | ----- | ----- | ----- | --------- |
| 14 ago | 17:30 | 'Rússia ' | 3–0    | Brasil | 30–28 | 25–18 | 25–23 |       |       | 80–69 | 80–69     |